# Ivankivți, Jîtomîr
Ivankivți (în ucraineană Іванківці) este un sat în comuna Vertokîiivka din raionul Jîtomîr, regiunea Jîtomîr, Ucraina.

## Demografie
Componența lingvistică a localității Ivankivți
     Ucraineană (98,98%)
     Alte limbi (0,82%)
Conform recensământului din 2001, majoritatea populației localității Ivankivți era vorbitoare de ucraineană (98,98%), existând în minoritate și vorbitori de alte limbi.